# Parc Nacional del Saguaro

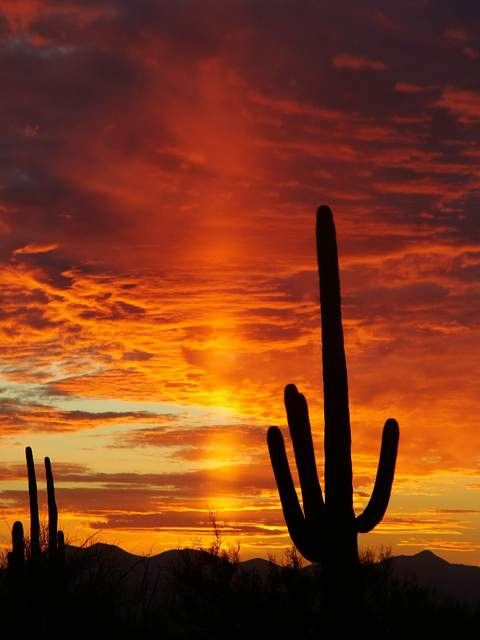
Uns saguaros del parc a la posta del sol

El Parc Nacional del Saguaro (Saguaro National Park) és la llar del major cactus d'Amèrica del Nord. El saguaro gegant és el símbol universal de l'oest nord-americà. Aquestes plantes majestuoses, que es troben només en una petita part dels Estats Units, són protegides pel National Park Service en dues zones separades del parc situades a l'est i l'oest de la ciutat de Tucson (Arizona) al comtat de Pima. Els visitants tenen l'oportunitat de veure aquests enormes cactus retallats per la bellesa d'una posta de sol al Desert de Sonora.
El parc ocupa 37.005 hectàrees, 28.694 de les quals s'han designat una àrea salvatge. El Monument Nacional del Saguaro (Saguaro National Monument) va ser establert l'1 de març de 1933 pel president Herbert Hoover de conformitat amb la Llei d'Antiguitats. El 14 d'octubre de 1994, un projecte de llei aprovat pel Congrés i signat pel president Bill Clinton va elevar Saguaro a la categoria de parc nacional.